# Rivarolo Mantuano
Rivarolo Mantuano (en lengua italiana Rivarolo Mantovano) es una localidad y comune italiana de la provincia de Mantua, región de Lombardía, con 2.788 habitantes.

## Evolución demográfica
| Gráfica de evolución demográfica de Rivarolo Mantuano entre 1861 y 2001 |
|                                                                         |
| Fuente ISTAT - elaboración gráfica de Wikipedia                         |